# Bhind (distrikt)
Bhind är ett distrikt i Indien. Det ligger i delstaten Madhya Pradesh, i den centrala delen av landet, 280 km sydost om huvudstaden New Delhi. Antalet invånare är 1 703 005.
Följande samhällen finns i Bhind:
- Bhind
- Gohad
- Lahār
- Mau
- Daboh
- Gormi
- Mahgawān
- Mihona
- Alampur
- Umri